# Roberto Derlin
Roberto Derlin (La Spezia, 17 luglio 1942 – Genova, 4 giugno 2021) è stato un calciatore e allenatore di calcio italiano, di ruolo centrocampista.

## Carriera

### Giocatore
Cresciuto nel settore giovanile dello Spezia, esordisce con la maglia bianca degli aquilotti in Serie C nella stagione 1960-1961, in Serie C, restando poi con i liguri anche nella stagione successiva.
Nel 1962 passa al Como in Serie B, dove si impone subito come titolare, ma la stagione termina con la retrocessione in C dei lariani. Nell'estate del 1963 passa al Messina che si accinge a disputare il primo campionato di Serie A della sua storia.
In riva allo Stretto disputa due campionati di massima serie, scendendo in campo in 50 incontri complessivi, conquistando la salvezza nella prima stagione e retrocedendo nell'annata 1964-1965. Resta coi siciliani anche nell'annata successiva in B, quindi passa al Genoa, anch'esso militante fra i cadetti.
Con i genoani disputa 3 anni di B, quindi trascorre la stagione 1969-1970 nel Lanerossi Vicenza che ottiene un nono posto finale, per poi tornare al Genoa nel frattempo retrocesso in Serie C. Disputa con la formazione genovese altri quattro campionati, contribuendo alla doppia promozione dalla C alla A. Chiude la carriera in massima serie disputando col Genoa la stagione 1973-1974.
Chiude la carriera agonistica nello Spezia, sodalizio con cui ottiene il dodicesimo posto del girone B della Serie C 1974-1975.
In carriera ha totalizzato complessivamente 92 presenze e 2 reti in Serie A, fra cui una realizzazione in un derby della Lanterna del 17 marzo 1974, con cui portò in vantaggio il Genoa a dieci minuti dal termine, che venne poi raggiunto all'ultimo minuto da una rovesciata di Mario Maraschi.

### Allenatore
Come allenatore da guidato il Sestri Levante nel campionato 1988-89 in Promozione, sostituito poi dall'ex compagno di squadra nel Genoa Claudio Agnetti.
Nel 1993 è alla guida degli allievi regionali del Rapallo Ruentes.

## Palmarès

### Giocatore

#### Competizioni nazionali
- Serie C: 1

Genoa: 1970-1971
- Serie B: 1

Genoa: 1972-1973